# Ambrose Hundley Sevier

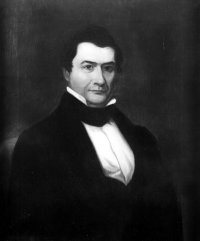
Ambrose Hundley Sevier

Ambrose Hundley Sevier (* 4. November 1801 bei Greeneville, Tennessee; † 31. Dezember 1848 im Pulaski County, Arkansas) war ein US-amerikanischer Politiker der Demokratischen Partei. Er war einer der beiden ersten US-Senatoren für den Bundesstaat Arkansas.
Nach Abschluss seiner Schulausbildung zog Ambrose Sevier 1820 zunächst nach Missouri, ehe er sich im folgenden Jahr in Little Rock im Arkansas-Territorium niederließ. Dort wurde er Verwaltungsbeamter im territorialen Parlament. Er studierte außerdem die Rechtswissenschaften und wurde 1823 in die Anwaltskammer aufgenommen, woraufhin er als Jurist zu praktizieren begann. Von 1823 bis 1827 war er selbst Abgeordneter in der Territoriallegislative und fungierte zuletzt als deren Speaker.
Ab dem 13. Februar 1828 saß Sevier als nicht stimmberechtigter Delegierter im Repräsentantenhaus der Vereinigten Staaten. Er nahm in Washington den Platz des verstorbenen Henry Wharton Conway ein und verblieb dort nach mehrfacher Wiederwahl bis zum 15. Juni 1836. Durch seinen Einsatz, um aus dem Territorium einen Bundesstaat zu machen, wurde er als „Father of Arkansas Statehood“ bekannt.
Folglich wurde er nach der Aufnahme in die Union im Jahr 1836 neben William Savin Fulton zu einem der beiden Vertreter des neuen Staates im US-Senat gewählt. Nachdem er zweimal im Amt bestätigt worden war, legte er sein Mandat am 15. März 1848 nieder. Während seiner Zeit im Senat war er unter anderem Vorsitzender des außenpolitischen Ausschusses; außerdem wurde ihm am 27. Dezember 1845 für einen Tag ehrenhalber das Amt des Präsidenten pro tempore übertragen.
Im Jahr 1848 wurde Sevier in diplomatischer Mission nach Mexiko entsandt. Dort wirkte er nach dem Ende des Mexikanisch-Amerikanischen Krieges an der Verfassung des Vertrages von Guadalupe Hidalgo mit. Am Silvestertag desselben Jahres starb er auf seiner Plantage im Pulaski County. Nach seiner Beisetzung auf dem Mount Holly Cemetery errichtete der Staat Arkansas auf dem Friedhof ein Denkmal zu seinen Ehren. Überdies wurde das Sevier County nach ihm benannt.
Ambrose Sevier war der Großneffe von John Sevier, dem ersten Gouverneur von Tennessee. Seine Cousins James Sevier Conway und Elias Conway übten ebenso das Amt des Gouverneurs von Arkansas aus wie sein Schwiegersohn Thomas James Churchill. Sein Schwager Robert Ward Johnson wurde ebenfalls US-Senator für Arkansas.